# AZS Olsztyn w sezonie 2013/2014

## Transfery

### Przyszli
| Imię i nazwisko     | Poprzedni klub                           |
| ------------------- | ---------------------------------------- |
| Pablo Bengolea      | UPCN Vóley Club                          |
| Rafał Buszek        | Effector Kielce (wypożyczenie z Resovii) |
| Maciej Dobrowolski  | Resovia                                  |
| Dariusz Kurmin      | AZS Olsztyn (Młoda Liga)                 |
| Piotr Łuka          | AZS Stal Nysa                            |
| Patryk Napiórkowski | UKS Chemik Olsztyn                       |
| Matti Oivanen       | Hurrikaani-Loimaa                        |
| Łukasz Olender      | AZS II Olsztyn                           |
| Grzegorz Pająk      | Effector Kielce                          |
| Grzegorz Szymański  | AZS Politechnika Warszawska              |

### Odeszli
| Imię i nazwisko         | Lata gry w klubie | Nowy klub                   |
| ----------------------- | ----------------- | --------------------------- |
| Metodi Ananiew          | 2011 – 2013       | Rennes Volley 35            |
| Rafael Batista da Silva | 2012 – 2013       | Volta Redonda FC            |
| Damian Boruch           | 2012 – 2013       | Pekpol Ostrołęka            |
| Wojciech Ferens         | 2010 – 2013       | ZAKSA Kędzierzyn-Koźle      |
| Piotr Gruszka           | 2012 – 2013       | koniec kariery zawodniczej  |
| Dawid Gunia             | 2009 – 2013       | AZS Politechnika Warszawska |
| Guillermo Hernán        | 2011 – 2013       | Paris Volley                |
| Jonas Kvalen            | 2012 – 2013       | Førde VBK                   |
| Kamil Obrębski          | 2012 – 2013       | Pekpol Ostrołęka            |
| Patryk Skup             | 2012 – 2013       | Hurrikaani-Loimaa           |
| Łukasz Szarek           | 2012 – 2013       | TV Bühl                     |
| Jakub Urbanowicz        | 2011 – 2013       | Camper Wyszków              |

## Drużyna

### Sztab
| Pierwszy trener | Krzysztof Stelmach   |
| Drugi trener    | Wojciech Bańbuła     |
| Fizjoterapeuta  | Paweł Ciesiun        |
| Lekarz          | Wojciech Remiszewski |
| Statystyk       | Krzysztof Żabiński   |

### Zawodnicy
| Nr | Imię i nazwisko     | Data urodzenia        | Wzrost | Pozycja              | Uwagi                           |
| -- | ------------------- | --------------------- | ------ | -------------------- | ------------------------------- |
| 1  | Maciej Dobrowolski  | 19 marca 1977(dts)    | 190 cm | rozgrywający         | kapitan                         |
| 2  | Łukasz Olender      | 24 maja 1991(dts)     | 197 cm | atakujący            | –                               |
| 3  | Michał Żurek        | 3 czerwca 1988(dts)   | 182 cm | libero               | –                               |
| 4  | Bartosz Mariański   | 26 maja 1992(dts)     | 187 cm | libero / przyjmujący | występował także w Młodej Lidze |
| 5  | Patryk Napiórkowski | 13 grudnia 1995(dts)  | 201 cm | atakujący            | występował także w Młodej Lidze |
| 6  | Pablo Bengolea      | 8 maja 1986(dts)      | 198 cm | przyjmujący          | –                               |
| 7  | Dariusz Kurmin      | 20 czerwca 1990(dts)  | 197 cm | środkowy             | –                               |
| 8  | Rafał Buszek        | 28 kwietnia 1987(dts) | 195 cm | przyjmujący          | –                               |
| 10 | Grzegorz Szymański  | 12 lipca 1978(dts)    | 202 cm | atakujący            | –                               |
| 11 | Wojciech Sobala     | 12 maja 1988(dts)     | 208 cm | środkowy             | –                               |
| 13 | Piotr Łukasik       | 11 lipca 1994(dts)    | 206 cm | przyjmujący          | występował także w Młodej Lidze |
| 14 | Grzegorz Pająk      | 1 stycznia 1987(dts)  | 196 cm | rozgrywający         | –                               |
| 15 | Matti Oivanen       | 26 maja 1986(dts)     | 198 cm | środkowy             | –                               |
| 16 | Piotr Hain          | 26 lutego 1991(dts)   | 207 cm | środkowy             | –                               |
| 17 | Bartosz Krzysiek    | 19 lutego 1990(dts)   | 208 cm | atakujący            | –                               |
| 18 | Piotr Łuka          | 9 czerwca 1980(dts)   | 191 cm | przyjmujący          | –                               |

## Mecze sparingowe
| 06.09.2013 | Indykpol AZS Olsztyn | 4:1 (25:18, 25:18, 25:19, 25:21, 13:15) | KS Camper Wyszków | Olsztyn |  |
|            | Wyjściowe ustawienie: Maciej Dobrowolski Pablo Bengolea Rafał Buszek Grzegorz Szymański Piotr Hain Wojciech Sobala Michał Żurek (L) Zmiany: Grzegorz Pająk Bartosz Krzysiek Piotr Łukasik Bartosz Mariański (L) | Paweł Pietkiewicz Sebastian Wójcik Łukasz Kaczorowski Dariusz Szulik Waldemar Świrydowicz Adrian Stańczak (L) Zmiany: Dominik Zalewski Jakub Urbanowicz Tomasz Rutecki Bartosz Zrajkowski Maciej Główczyński |                   |         |  |

| 13.09.2013 | Indykpol AZS Olsztyn | 2:3 (22:25, 25:23, 25:20, 23:25, 13:15) | Lotos Trefl Gdańsk | Ełk |  |
| 17:00      | Wyjściowe ustawienie: Pablo Bengolea 18 pkt Grzegorz Szymański 13 pkt Piotr Hain 11 pkt Rafał Buszek 10 pkt Wojciech Sobala 8 pkt Maciej Dobrowolski 2 pkt Michał Żurek (L) Zmiany: Bartosz Krzysiek 9 pkt Piotr Łukasik 0 pkt Piotr Łuka 0 pkt | statystyki raport                       | Wyjściowe ustawienie: 21 pkt Paweł Mikołajczak 12 pkt Wojciech Żaliński 12 pkt Maciej Zajder 7 pkt Bartosz Gawryszewski 7 pkt Robert Milczarek 3 pkt Grzegorz Łomacz (L) Paweł Rusek Zmiany: 15 pkt Krzysztof Wierzbowski 1 pkt Michał Kaczmarek |     |  |

| 14.09.2013 | Indykpol AZS Olsztyn | 2:3 (26:24, 25:22, 32:34, 23:25, 10:15) | Effector Kielce | Ełk |  |
| 12:30      | Wyjściowe ustawienie: Bartosz Krzysiek 29 pkt Piotr Hain 17 pkt Pablo Bengolea 15 pkt Wojciech Sobala 9 pkt Rafał Buszek 5 pkt Grzegorz Pająk 3 pkt Michał Żurek (L) Zmiany: Piotr Łukasik 12 pkt Piotr Łuka 5 pkt Bartosz Mariański (L) | statystyki raport                       | Wyjściowe ustawienie: 16 pkt Sławomir Jungiewicz 15 pkt Mateusz Bieniek 12 pkt Piotr Orczyk 8 pkt Adrian Buchowski 5 pkt Bartosz Wajdowicz 3 pkt Nikodem Wolański (L) Bartosz Sufa Zmiany: 12 pkt Bruno Romanutti 0 pkt Piotr Lipiński 0 pkt Dawid Dryja |     |  |

| 20.09.2013 | Indykpol AZS Olsztyn | 2:3 (25:23, 25:16, 26:28, 22:25, 9:15) | Effector Kielce | Nidzica |  |
| 18:30      | Wyjściowe ustawienie: Grzegorz Szymański 22 pkt Pablo Bengolea 19 pkt Rafał Buszek 18 pkt Piotr Hain 7 pkt Wojciech Sobala 7 pkt Maciej Dobrowolski 2 pkt Michał Żurek (L) Zmiany: Piotr Łuka 0 pkt | statystyki raport                      | Wyjściowe ustawienie: 14 pkt Cristian Poglajen 10 pkt Dawid Dryja 9 pkt Adrian Staszewski 8 pkt Mateusz Bieniek 1 pkt Bruno Romanutti 0 pkt Piotr Lipiński (L) Bartosz Sufa Zmiany: 19 pkt Sławomir Jungiewicz 7 pkt Adrian Buchowski 4 pkt Nikodem Wolański |         |  |

| 21.09.2013 | Indykpol AZS Olsztyn | 3:0 (25:12, 25:23, 26:24) | Berlin Recycling Volleys | Nidzica |  |
| 15:00      | Wyjściowe ustawienie: Pablo Bengolea 16 pkt Grzegorz Szymański 15 pkt Rafał Buszek 11 pkt Piotr Hain 10 pkt Wojciech Sobala 5 pkt Maciej Dobrowolski 0 pkt Michał Żurek (L) Zmiany: Piotr Łuka 0 pkt | statystyki raport         | Wyjściowe ustawienie: 12 pkt Paul Carroll 9 pkt Felix Fischer 8 pkt Roko Sikiric 6 pkt Sebastian Kühner 4 pkt Scott Touzinsky 4 pkt Florian Hecht (L) Martin Kryštof Zmiany: 4 pkt Robert Kromm 1 pkt Srećko Lisinac 0 pkt Ruben Schott |         |  |

| 27.09.2013 | Indykpol AZS Olsztyn | 3:1 (25:14, 25:17, 26:28, 27:25) | Transfer Bydgoszcz | Lidzbark |  |
| 18:15      | Wyjściowe ustawienie: Grzegorz Szymański 25 pkt Pablo Bengolea 21 pkt Rafał Buszek 18 pkt Piotr Hain 11 pkt Wojciech Sobala 10 pkt Maciej Dobrowolski 2 pkt Michał Żurek (L) Zmiany: Piotr Łukasik 1 pkt Michał Żurek (L) | statystyki raport                | Wyjściowe ustawienie: 19 pkt Bartosz Janeczek 13 pkt Wojciech Jurkiewicz 9 pkt Marcin Wika 3 pkt Jan Nowakowski 2 pkt Maikel Moreno Salas 1 pkt Yasser Portuondo (L) Tomasz Bonisławski Zmiany: 6 pkt Marcin Waliński 6 pkt Tomasz Wieczorek 0 pkt Piotr Sieńko |          |  |

| 28.09.2013 | Indykpol AZS Olsztyn | 3:2 (23:25, 21:25, 25:20, 25:18, 15:8) | Transfer Bydgoszcz | Lidzbark |  |
| 14:30      | Wyjściowe ustawienie: Rafał Buszek 18 pkt Piotr Hain 17 pkt Wojciech Sobala 9 pkt Grzegorz Szymański 5 pkt Grzegorz Pająk 5 pkt Pablo Bengolea 2 pkt Michał Żurek (L) Zmiany: Piotr Łukasik 15 pkt Piotr Łuka 13 pkt | statystyki raport                      | Wyjściowe ustawienie: 18 pkt Marcin Waliński 12 pkt Tomasz Wieczorek 10 pkt Yasser Portuondo 9 pkt Bartosz Janeczek 3 pkt Wojciech Jurkiewicz 2 pkt Maikel Moreno Salas (L) Tomasz Bonisławski Zmiany: 9 pkt Jan Nowakowski 7 pkt Łukasz Wiese 1 pkt Piotr Sieńko |          |  |

| 01.10.2013 | Indykpol AZS Olsztyn | 1:3 (24:26, 25:21, 20:25, 18:25) | Lotos Trefl Gdańsk | Iława |  |
| 17:00      | Wyjściowe ustawienie: Pablo Bengolea 23 pkt Rafał Buszek 12 pkt Grzegorz Szymański 8 pkt Matti Oivanen 8 pkt Piotr Hain 5 pkt Maciej Dobrowolski 3 pkt Michał Żurek (L) Zmiany: Piotr Łuka 1 pkt Grzegorz Pająk 0 pkt | statystyki raport                | Wyjściowe ustawienie: 15 pkt Wojciech Żaliński 13 pkt Jakub Jarosz 13 pkt Bartosz Gawryszewski 13 pkt Maciej Zajder 4 pkt Grzegorz Łomacz 1 pkt Krzysztof Wierzbowski (L) Paweł Rusek Zmiany: 5 pkt Robert Milczarek 4 pkt Paweł Mikołajczak 0 pkt Przemysław Stępień 0 pkt Artur Ratajczak |       |  |

| 04.10.2013 | Indykpol AZS Olsztyn | 4:0 (30:28, 25:22, 25:23, 25:20) | Effector Kielce | Ostrowiec Świętokrzyski |  |
| 17:00      | Wyjściowe ustawienie: Maciej Dobrowolski Piotr Łuka Matti Oivanen Piotr Hain Pablo Bangolea Rafał Buszek Michał Żurek (L) Zmiany: Wojciech Sobala Grzegorz Pająk Bartosz Mariański (L) | raport                           | Wyjściowe ustawienie: Piotr Lipiński Bruno Romanutti Dawid Dryja Łukasz Polański Adrian Staszewski Cristian Poglajen Bartosz Sufa (L) Zmiany: Sławomir Jungiewicz Bartosz Wajdowicz Bartosz Kaczmarek Krystian Lisowski Adrian Buchowski Mateusz Bieniek Nikodem Wolański |                         |  |

| 05.10.2013 | Indykpol AZS Olsztyn | 0:3 (17:25, 20:25, 18:25) | Effector Kielce | Kielce |  |
|            | Wyjściowe ustawienie: Maciej Dobrowolski Piotr Łuka Pablo Bengolea Matti Oivanen Dariusz Kurmin Piotr Hain Michał Żurek (L) | raport                    | Wyjściowe ustawienie: Piotr Lipiński Adrian Staszewski Cristian Poglajen Bruno Romanutti Łukasz Polański Dawid Dryja Bartosz Sufa (L) |        |  |

## Mecze w PlusLidze

### Faza zasadnicza

#### Wyniki spotkań
| 12.10.2013 | Jastrzębski Węgiel | 1:3 (22:25, 25:20, 21:25, 21:25) | Indykpol AZS Olsztyn | Hala WS, Jastrzębie-Zdrój                                                                  |  |
| 18:00      | Wyjściowe ustawienie: Michał Łasko 23 pkt Michał Kubiak 18 pkt Simon Van De Voorde 9 pkt Alen Pajenk 3 pkt Thomas Jarmoc 2 pkt Michal Masný 0 pkt Damian Wojtaszek (L) Zmiany: Rob Bontje 6 pkt Krzysztof Gierczyński 5 pkt Jakub Popiwczak 0 pkt Dimitris Filipow 0 pkt | statystyki raport                | Wyjściowe ustawienie: 18 pkt Grzegorz Szymański 13 pkt Rafał Buszek 13 pkt Matti Oivanen 11 pkt Piotr Hain 5 pkt Piotr Łuka 4 pkt Maciej Dobrowolski (L) Michał Żurek Zmiany: 0 pkt Piotr Łukasik | Sędzia I: Jacek Hojka Sędzia II: Krzysztof Szmydyński Widzów: 2700 MVP: Grzegorz Szymański |  |

| 19.10.2013 | Indykpol AZS Olsztyn | 3:1 (25:20, 26:24, 17:25, 34:32) | ZAKSA Kędzierzyn-Koźle | Hala Urania, Olsztyn                                                                           |  |
| 17:00      | Wyjściowe ustawienie: Grzegorz Szymański 25 pkt Rafał Buszek 18 pkt Piotr Hain 11 pkt Piotr Łuka 11 pkt Matti Oivanen 8 pkt Maciej Dobrowolski 0 pkt Michał Żurek (L) Zmiany: Bartosz Krzysiek 2 pkt Piotr Łukasik 0 pkt Grzegorz Pająk 0 pkt | statystyki raport                | Wyjściowe ustawienie: 21 pkt Wojciech Ferens 11 pkt Dan Lewis 6 pkt Grzegorz Bociek 4 pkt Łukasz Wiśniewski 3 pkt Marcin Możdżonek 1 pkt Grzegorz Pilarz (L) Piotr Gacek Zmiany: 15 pkt Dominik Witczak 4 pkt Jurij Hładyr 2 pkt Dick Kooy 0 pkt Paweł Zagumny | Sędzia I: Maciej Twardowski Sędzia II: Krzysztof Łygoński Widzów: 2150 MVP: Grzegorz Szymański |  |

| 27.10.2013 | PGE Skra Bełchatów | 3:1 (25:22, 26:24, 21:25, 25:20) | Indykpol AZS Olsztyn | Hala Energia, Bełchatów                                                          |  |
| 14:45      | Wyjściowe ustawienie: Mariusz Wlazły 20 pkt Daniel Pliński 9 pkt Wojciech Włodarczyk 12 pkt Stéphane Antiga 11 pkt Nicolás Uriarte 8 pkt Karol Kłos 3 pkt Paweł Zatorski (L) Zmiany: Andrzej Wrona 7 pkt Samuel Tuia 3 pkt Aleksa Brđović 0 pkt Jędrzej Maćkowiak 0 pkt | statystyki raport                | Wyjściowe ustawienie: 22 pkt Grzegorz Szymański 14 pkt Rafał Buszek 1 pkt Matti Oivanen 8 pkt Piotr Hain 8 pkt Piotr Łuka 3 pkt Maciej Dobrowolski (L) Michał Żurek Zmiany: 6 pkt Wojciech Sobala 0 pkt Bartosz Krzysiek 0 pkt Piotr Łukasik | Sędzia I: Tomasz Janik Sędzia II: Marcin Herbik Widzów: 2700 MVP: Mariusz Wlazły |  |

| 02.11.2013 | Indykpol AZS Olsztyn | 3:0 (25:21, 25:12, 25:18)                                                   | AZS Politechnika Warszawska | Hala Urania, Olsztyn                                                                |  |
| 17:00      | Wyjściowe ustawienie: Rafał Buszek 15 pkt Matti Oivanen 9 pkt Grzegorz Szymański 8 pkt Piotr Hain 8 pkt Piotr Łuka 5 pkt Maciej Dobrowolski 2 pkt Michał Żurek (L) Zmiany: Piotr Łukasik 2 pkt Grzegorz Pająk 1 pkt Bartosz Krzysiek 0 pkt | statystyki raport. siatka.org. [zarchiwizowane z tego adresu (2016-05-27)]. | Wyjściowe ustawienie: 11 pkt Adrian Radu Gontariu 8 pkt Maciej Pawliński 6 pkt Marcin Nowak 6 pkt Artur Szalpuk 1 pkt Juraj Zaťko 1 pkt Dawid Gunia (L) Michał Potera Zmiany: 1 pkt Paweł Adamajtis 1 pkt Paweł Kaczorowski 0 pkt Maciej Stępień 0 pkt Przemysław Smoliński 0 pkt Iwan Kolew | Sędzia I: Marek Lagierski Sędzia II: Andrzej Kuchna Widzów: 2200 MVP: Matti Oivanen |  |

| 10.11.2013 | Effector Kielce | 1:3 (22:25, 25:20, 21:25, 21:25) | Indykpol AZS Olsztyn | Hala Legionów, Kielce                                                                          |  |
| 17:00      | Wyjściowe ustawienie: Adrian Buchowski 10 pkt Cristian Poglajen 10 pkt Sławomir Jungiewicz 9 pkt Łukasz Polański 9 pkt Dawid Druja 2 pkt Piotr Lipiński 1 pkt Bartosz Sufa (L) Zmiany: Mateusz Bieniek 12 pkt Bruno Romanutti 7 pkt Adrian Staszewski 0 pkt Nikodem Wolański 0 pkt Bartosz Kaczmarek (L) | statystyki raport                | Wyjściowe ustawienie: 23 pkt Rafał Buszek 23 pkt Grzegorz Szymański 9 pkt Matti Oivanen 7 pkt Piotr Łuka 6 pkt Piotr Hain 1 pkt Maciej Dobrowolski (L) Michał Żurek Zmiany: 2 pkt Bartosz Krzysiek 0 pkt Pablo Bengolea 0 pkt Piotr Łukasik 0 pkt Grzegorz Pająk | Sędzia I: Maciej Twardowski Sędzia II: Krzysztof Łygoński Widzów: 2500 MVP: Maciej Dobrowolski |  |

| 15.11.2013 | Indykpol AZS Olsztyn | 0:3 (22:25, 18:25, 20:25) | Lotos Trefl Gdańsk | Hala Urania, Olsztyn                                                                    |  |
| 17:30      | Wyjściowe ustawienie: Grzegorz Szymański 9 pkt Piotr Łuka 7 pkt Piotr Hain 6 pkt Maciej Dobrowolski 5 pkt Rafał Buszek 3 pkt Wojciech Sobala 3 pkt Michał Żurek (L) Zmiany: Pablo Bengolea 6 pkt Bartosz Krzysiek 4 pkt Piotr Łukasik 1 pkt | statystyki raport         | Wyjściowe ustawienie: 15 pkt Jakub Jarosz 12 pkt Wojciech Żaliński 11 pkt Krzysztof Wierzbowski 10 pkt Bartosz Gawryszewski 9 pkt Maciej Zajder 1 pkt Grzegorz Łomacz (L) Paweł Rusek Zmiany: 0 pkt Sławomir Zemlik | Sędzia I: Jacek Broński Sędzia II: Maciej Maciejewski Widzów: 2150 MVP: Grzegorz Łomacz |  |

| 23.11.2013 | AZS Częstochowa | 3:2 (25:18, 25:23, 15:25, 20:25, 15:12) | Indykpol AZS Olsztyn | Hala Sportowa, Częstochowa                                                        |  |
| 17:00      | Wyjściowe ustawienie: Michał Kaczyński 20 pkt Michał Bąkiewicz 12 pkt Michał Kamiński 12 pkt Mariusz Marcyniak 6 pkt Dawid Murek 6 pkt Michał Kozłowski 3 pkt Kacper Piechocki (L) Zmiany: Bartosz Bednorz 4 pkt Konrad Buczek 0 pkt Miłosz Hebda 0 pkt Jakub Bik (L) | statystyki raport                       | Wyjściowe ustawienie: 23 pkt Rafał Buszek 11 pkt Piotr Hain 11 pkt Grzegorz Szymański 11 pkt Matti Oivanen 2 pkt Pablo Bengolea 2 pkt Maciej Dobrowolski (L) Michał Żurek Zmiany: 8 pkt Piotr Łuka 6 pkt Bartosz Krzysiek 0 pkt Piotr Łukasik | Sędzia I: Robert Dworak Sędzia II: Jacek Hojka Widzów: 3000 MVP: Michał Kaczyński |  |

| 29.11.2013 | BBTS Bielsko-Biała | 0:3 (18:25, 23:25, 17:25) | Indykpol AZS Olsztyn | Hala WS, Bielsko-Biała                                                       |  |
| 18:00      | Wyjściowe ustawienie: Michał Błoński 13 pkt Jose Luiz González 9 pkt Martin Vlk 8 pkt Bartosz Buniak 4 pkt Grzegorz Kokociński 3 pkt Maciej Fijałek 2 pkt Adam Swaczyna (L) Zmiany: Kamil Kwasowski 3 pkt Bartosz Bućko 1 pkt Maksim Akimienka 1 pkt Miloš Stojković 0 pkt | statystyki raport         | Wyjściowe ustawienie: 17 pkt Piotr Hain 12 pkt Rafał Buszek 11 pkt Pablo Bengolea 5 pkt Grzegorz Szymański 3 pkt Matti Oivanen 2 pkt Maciej Dobrowolski (L) Michał Żurek Zmiany: 0 pkt Bartosz Krzysiek 0 pkt Piotr Łuka 0 pkt Piotr Łukasik 0 pkt Wojciech Sobala | Sędzia I: Piotr Dudek Sędzia II: Anna Niedbał Widzów: 1200 MVP: Rafał Buszek |  |

| 07.12.2013 | Indykpol AZS Olsztyn | 1:3 (23:25, 17:25, 32:30, 17:25) | Cerrad Czarni Radom | Hala Urania, Olsztyn                                                           |  |
| 17:00      | Wyjściowe ustawienie: Rafał Buszek 15 pkt Grzegorz Szymański 12 pkt Matti Oivanen 7 pkt Piotr Hain 6 pkt Maciej Dobrowolski 2 pkt Pablo Bengolea 1 pkt Michał Żurek (L) Zmiany: Piotr Łuka 6 pkt Bartosz Krzysiek 3 pkt Piotr Łukasik 0 pkt Grzegorz Pająk 0 pkt | statystyki raport                | Wyjściowe ustawienie: 22 pkt Wytze Kooistra 16 pkt Jakub Wachnik 15 pkt Dirk Westphal 14 pkt Jozef Piovarči 7 pkt Adam Kamiński 4 pkt Bartłomiej Neroj (L) Adam Kowalski Zmiany: 1 pkt Bartłomiej Bołądź 0 pkt Michał Kędzierski 0 pkt Michał Ostrowski | Sędzia I: Andrzej Kuchna Sędzia II: Piotr Król Widzów: 2200 MVP: Jakub Wachnik |  |

| 15.12.2013 | Asseco Resovia Rzeszów | 3:1 (25:16, 16:25, 25:20, 28:26)                                            | Indykpol AZS Olsztyn | Hala Podpromie, Rzeszów                                                          |  |
| 14:45      | Wyjściowe ustawienie: Dawid Konarski 18 pkt Olieg Achrem 14 pkt Nikołaj Penczew 10 pkt Piotr Nowakowski 7 pkt Grzegorz Kosok 6 pkt Fabian Drzyzga 0 pkt Krzysztof Ignaczak (L) Zmiany: Péter Veres 7 pkt Jochen Schöps 1 pkt Lukáš Ticháček 1 pkt Wojciech Grzyb 0 pkt | statystyki raport. siatka.org. [zarchiwizowane z tego adresu (2016-04-05)]. | Wyjściowe ustawienie: 28 pkt Bartosz Krzysiek 19 pkt Pablo Bengolea 9 pkt Matti Oivanen 7 pkt Piotr Hain 5 pkt Piotr Łuka 0 pkt Maciej Dobrowolski (L) Michał Żurek Zmiany: 3 pkt Grzegorz Pająk 0 pkt Wojciech Sobala | Sędzia I: Marcin Herbik Sędzia II: Tomasz Janik Widzów: 4300 MVP: Dawid Konarski |  |

| 22.12.2013 | Indykpol AZS Olsztyn | 3:0 (25:23, 25:22, 25:22)                                                   | Transfer Bydgoszcz | Hala Urania, Olsztyn                                                                          |  |
| 14:45      | Wyjściowe ustawienie: Bartosz Krzysiek 18 pkt Pablo Bengolea 15 pkt Matti Oivanen 10 pkt Rafał Buszek 6 pkt Piotr Hain 6 pkt Maciej Dobrowolski 3 pkt Michał Żurek (L) Zmiany: Piotr Łukasik 0 pkt Wojciech Sobala 0 pkt | statystyki raport. siatka.org. [zarchiwizowane z tego adresu (2017-08-19)]. | Wyjściowe ustawienie: 15 pkt Carson Clark 11 pkt Marcin Waliński 8 pkt Marcin Wika 2 pkt Jan Nowakowski 2 pkt Tomasz Wieczorek 2 pkt Paweł Woicki (L) Tomasz Bonisławski Zmiany: 1 pkt Bartosz Janeczek 0 pkt Maikel Moreno Salas | Sędzia I: Krzysztof Łygoński Sędzia II: Piotr Skowroński Widzów: 2000 MVP: Maciej Dobrowolski |  |

| 08.01.2014 | Indykpol AZS Olsztyn | 0:3 (21:25, 18:25, 22:25)                                                   | PGE Skra Bełchatów | Hala Urania, Olsztyn                                                               |  |
| 20:30      | Wyjściowe ustawienie: Rafał Buszek 12 pkt Bartosz Krzysiek 7 pkt Wojciech Sobala 5 pkt Pablo Bengolea 4 pkt Piotr Hain 4 pkt Grzegorz Pająk 2 pkt Michał Żurek (L) Zmiany: Grzegorz Szymański 2 pkt Piotr Łuka 1 pkt Maciej Dobrowolski 0 pkt Piotr Łukasik 0 pkt | statystyki raport. siatka.org. [zarchiwizowane z tego adresu (2016-06-12)]. | Wyjściowe ustawienie: 11 pkt Karol Kłos 11 pkt Mariusz Wlazły 9 pkt Facundo Conte 9 pkt Andrzej Wrona 7 pkt Aleksa Brđović 6 pkt Stéphane Antiga (L) Paweł Zatorski Zmiany: 1 pkt Samuel Tuia 0 pkt Jędrzej Maćkowiak 0 pkt Wojciech Włodarczyk | Sędzia I: Wojciech Maroszek Sędzia II: Piotr Król Widzów: 2000 MVP: Aleksa Brđović |  |

| 12.01.2014 | AZS Politechnika Warszawska | 3:1 (25:18, 25:20, 22:25, 25:18)                                            | Indykpol AZS Olsztyn | Arena Ursynów, Warszawa                                                                 |  |
| 15:00      | Wyjściowe ustawienie: Paweł Adamajtis 19 pkt Maciej Pawliński 13 pkt Marcin Nowak 12 pkt Dawid Gunia 11 pkt Iwan Kolew 7 pkt Juraj Zaťko 4 pkt Michał Potera (L) Zmiany: Artur Szalpuk 9 pkt Maciej Olenderek 0 pkt | statystyki raport. siatka.org. [zarchiwizowane z tego adresu (2016-06-12)]. | Wyjściowe ustawienie: 21 pkt Rafał Buszek 5 pkt Piotr Hain 5 pkt Bartosz Krzysiek 3 pkt Maciej Dobrowolski 2 pkt Pablo Bengolea 0 pkt Matti Oivanen (L) Michał Żurek Zmiany: 14 pkt Grzegorz Szymański 6 pkt Piotr Łuka 5 pkt Wojciech Sobala 0 pkt Grzegorz Pająk | Sędzia I: Maciej Maciejewski Sędzia II: Jacek Broński Widzów: 1450 MVP: Paweł Adamajtis |  |

| 18.01.2014 | Indykpol AZS Olsztyn | 3:1 (25:23, 25:17, 23:25, 25:16)                                            | Effector Kielce | Hala Urania, Olsztyn                                                                   |  |
| 17:00      | Wyjściowe ustawienie: Pablo Bengolea 19 pkt Rafał Buszek 19 pkt Grzegorz Szymański 17 pkt Piotr Hain 12 pkt Matti Oivanen 12 pkt Maciej Dobrowolski 1 pkt Michał Żurek (L) Zmiany: Piotr Łukasik 0 pkt | statystyki raport. siatka.org. [zarchiwizowane z tego adresu (2016-06-12)]. | Wyjściowe ustawienie: 19 pkt Adrian Staszewski 10 pkt Dawid Dryja 7 pkt Łukasz Polański 3 pkt Piotr Orczyk 2 pkt Sławomir Jungiewicz 1 pkt Piotr Lipiński (L) Bartosz Sufa Zmiany: 16 pkt Bruno Romanutti 3 pkt Nikodem Wolański 2 pkt Adrian Buchowski | Sędzia I: Tomasz Flis Sędzia II: Paweł Burkiewicz Widzów: 1500 MVP: Maciej Dobrowolski |  |

| 25.01.2014 | Lotos Trefl Gdańsk | 1:3 (21:25, 26:24, 23:25, 23:25)                                            | Indykpol AZS Olsztyn | HS AWFiS, Gdańsk                                                                           |  |
| 20:00      | Wyjściowe ustawienie: Jakub Jarosz 20 pkt Bartosz Gawryszewski 14 pkt Krzysztof Wierzbowski 13 pkt Maciej Zajder 12 pkt Wojciech Żaliński 1 pkt Grzegorz Łomacz 0 pkt Paweł Rusek (L) Zmiany: Sławomir Stolc 9 pkt Robert Milczarek 4 pkt Paweł Mikołajczak 0 pkt | statystyki raport. siatka.org. [zarchiwizowane z tego adresu (2016-06-07)]. | Wyjściowe ustawienie: 18 pkt Grzegorz Szymański 16 pkt Pablo Bengolea 14 pkt Piotr Hain 13 pkt Rafał Buszek 6 pkt Matti Oivanen 3 pkt Maciej Dobrowolski (L) Michał Żurek Zmiany: 0 pkt Piotr Łuka 0 pkt Piotr Łukasik | Sędzia I: Maciej Maciejewski Sędzia II: Jacek Broński Widzów: 1300 MVP: Maciej Dobrowolski |  |

| 29.01.2014 | Indykpol AZS Olsztyn | 3:0 (25:19, 25:14, 25:19)                                                   | AZS Częstochowa | Hala Urania, Olsztyn                                                                     |  |
| 20:30      | Wyjściowe ustawienie: Pablo Bengolea 11 pkt Rafał Buszek 10 pkt Piotr Hain 9 pkt Matti Oivanen 8 pkt Maciej Dobrowolski 4 pkt Grzegorz Szymański 1 pkt Michał Żurek (L) Zmiany: Bartosz Krzysiek 9 pkt | statystyki raport. siatka.org. [zarchiwizowane z tego adresu (2016-06-08)]. | Wyjściowe ustawienie: 8 pkt Miłosz Hebda 5 pkt Wojciech Kaźmierczak 5 pkt Dawid Murek 3 pkt Jakub Veselý 1 pkt Konrad Buczek 0 pkt Michał Kaczyński (L) Kacper Piechocki Zmiany: 7 pkt Bartosz Bednorz 3 pkt Michał Kamiński 3 pkt Mariusz Marcyniak | Sędzia I: Anna Niedbał Sędzia II: Maciej Twardowski Widzów: 1700 MVP: Maciej Dobrowolski |  |

| 02.02.2014 | Indykpol AZS Olsztyn | 3:1 (25:15, 25:22, 18:25, 25:21)                                            | BBTS Bielsko-Biała | Hala Urania, Olsztyn                                                                     |  |
| 17:00      | Wyjściowe ustawienie: Pablo Bengolea 14 pkt Matti Oivanen 12 pkt Rafał Buszek 11 pkt Piotr Hain 7 pkt Bartosz Krzysiek 7 pkt Maciej Dobrowolski 1 pkt Michał Żurek (L) Zmiany: Grzegorz Szymański 3 pkt | statystyki raport. siatka.org. [zarchiwizowane z tego adresu (2021-01-23)]. | Wyjściowe ustawienie: 17 pkt Jose Luiz González 9 pkt Martin Vlk 6 pkt Grzegorz Kokociński 5 pkt Tomasz Kalembka 3 pkt Maciej Fijałek 1 pkt Michał Błoński (L) Adam Swaczyna Zmiany: 13 pkt Bartosz Bućko 2 pkt Bartosz Buniak 0 pkt Kamil Kwasowski | Sędzia I: Waldemar Kobienia Sędzia II: Paweł Ignatowicz Widzów: 1400 MVP: Pablo Bengolea |  |

| 08.02.2014 | Cerrad Czarni Radom | 0:3 (19:25, 23:25, 23:25) | Indykpol AZS Olsztyn | Hala MOSiR, Radom                                                                           |  |
| 14:45      | Wyjściowe ustawienie: Wytze Kooistra 17 pkt Jakub Wachnik 7 pkt Dirk Westphal 7 pkt Bartłomiej Grzechnik 5 pkt Bartłomiej Neroj 2 pkt Michał Ostrowski 2 pkt Adam Kowalski (L) Zmiany: Kamil Gutkowski 5 pkt Michał Kędzierski 1 pkt Bartłomiej Bołądź 0 pkt Paweł Filipowicz 0 pkt | statystyki raport         | Wyjściowe ustawienie: 19 pkt Grzegorz Szymański 13 pkt Rafał Buszek 9 pkt Matti Oivanen 8 pkt Pablo Bengolea 6 pkt Piotr Hain 2 pkt Maciej Dobrowolski (L) Michał Żurek Zmiany: 0 pkt Bartosz Krzysiek 0 pkt Piotr Łuka | Sędzia I: Waldemar Niemczura Sędzia II: Andrzej Kuchna Widzów: 1700 MVP: Grzegorz Szymański |  |

| 15.02.2014 | Indykpol AZS Olsztyn | 2:3 (25:21, 24:26, 25:22, 20:25, 8:15) | Asseco Resovia Rzeszów | Hala Urania, Olsztyn                                                               |  |
| 14:45      | Wyjściowe ustawienie: Bartosz Krzysiek 19 pkt Pablo Bengolea 16 pkt Rafał Buszek 14 pkt Matti Oivanen 12 pkt Piotr Hain 7 pkt Maciej Dobrowolski 5 pkt Michał Żurek (L) Zmiany: Grzegorz Pająk 1 pkt Piotr Łuka 0 pkt Piotr Łukasik 0 pkt Wojciech Sobala 0 pkt | statystyki raport                      | Wyjściowe ustawienie: 19 pkt Olieg Achrem 14 pkt Dawid Konarski 13 pkt Paul Lotman 11 pkt Piotr Nowakowski 5 pkt Grzegorz Kosok 1 pkt Lukáš Ticháček (L) Nikołaj Penczew Zmiany: 5 pkt Jochen Schöps 2 pkt Łukasz Perłowski 1 pkt Fabian Drzyzga 1 pkt Péter Veres (L) Mateusz Masłowski | Sędzia I: Marek Lagierski Sędzia II: Andrzej Kuchna Widzów: 2400 MVP: Olieg Achrem |  |

| 19.02.2014 | Transfer Bydgoszcz | 3:1 (28:26, 25:15, 26:28, 25:23)                                            | Indykpol AZS Olsztyn | Hala Łuczniczka, Bydgoszcz                                                    |  |
| 18:00      | Wyjściowe ustawienie: Carson Clark 23 pkt Marcin Waliński 15 pkt Garrett Muagututia 13 pkt Jan Nowakowski 8 pkt Wojciech Jurkiewicz 6 pkt Paweł Woicki 3 pkt Tomasz Bonisławski (L) Zmiany: Marcin Wika 2 pkt Bartosz Janeczek 1 pkt Maikel Moreno Salas pkt Tomasz Wieczorek 0 pkt | statystyki raport. siatka.org. [zarchiwizowane z tego adresu (2021-01-23)]. | Wyjściowe ustawienie: 19 pkt Pablo Bengolea 15 pkt Rafał Buszek 13 pkt Matti Oivanen 7 pkt Piotr Hain 6 pkt Bartosz Krzysiek 3 pkt Maciej Dobrowolski (L) Michał Żurek Zmiany: 6 pkt Piotr Łuka 5 pkt Wojciech Sobala 0 pkt Piotr Łukasik 0 pkt Grzegorz Pająk | Sędzia I: Piotr Król Sędzia II: Andrzej Kuchna Widzów: 2500 MVP: Carson Clark |  |

| 22.02.2014 | Indykpol AZS Olsztyn | 0:3 (14:25, 13:25, 17:25)                                                   | Jastrzębski Węgiel | Hala Urania, Olsztyn                                                                 |  |
| 14:45      | Wyjściowe ustawienie: Bartosz Krzysiek 9 pkt Wojciech Sobala 5 pkt Rafał Buszek 4 pkt Matti Oivanen 4 pkt Pablo Bengolea 1 pkt Maciej Dobrowolski 1 pkt Michał Żurek (L) Zmiany: Piotr Łuka 3 pkt Piotr Łukasik 0 pkt Grzegorz Pająk 0 pkt | statystyki raport. siatka.org. [zarchiwizowane z tego adresu (2021-01-25)]. | Wyjściowe ustawienie: 13 pkt Michał Łasko 11 pkt Michał Kubiak 11 pkt Alen Pajenk 7 pkt Krzysztof Gierczyński 6 pkt Patryk Czarnowski 4 pkt Michal Masný (L) Damian Wojtaszek Zmiany: 0 pkt Rob Bontje 0 pkt Dimitris Filipow 0 pkt Mateusz Malinowski 0 pkt Nicolas Marechal 0 pkt Jakub Popiwczak | Sędzia I: Piotr Skowroński Sędzia II: Dariusz Jasiński Widzów: 2100 MVP: Alen Pajenk |  |

| 02.03.2014 | ZAKSA Kędzierzyn-Koźle | 3:0 (25:18, 25:15, 25:21)                                                   | Indykpol AZS Olsztyn | Hala Azoty, Kędzierzyn-Koźle                                                 |  |
| 14:45      | Wyjściowe ustawienie: Dominik Witczak 14 pkt Marcin Możdżonek 13 pkt Michał Ruciak 10 pkt Łukasz Wiśniewski 6 pkt Dick Kooy 3 pkt Paweł Zagumny 3 pkt Piotr Gacek (L) Zmiany: Wojciech Ferens 4 pkt Grzegorz Pilarz 0 pkt Dan Lewis (L) | statystyki raport. siatka.org. [zarchiwizowane z tego adresu (2021-01-23)]. | Wyjściowe ustawienie: 5 pkt Pablo Bengolea 4 pkt Rafał Buszek 4 pkt Piotr Hain 4 pkt Grzegorz Szymański 1 pkt Maciej Dobrowolski 1 pkt Matti Oivanen (L) Michał Żurek Zmiany: 7 pkt Bartosz Krzysiek 5 pkt Wojciech Sobala 3 pkt Piotr Łuka 1 pkt Piotr Łukasik 0 pkt Grzegorz Pająk | Sędzia I: Piotr Dudek Sędzia II: Tomasz Flis Widzów: 2300 MVP: Michał Ruciak |  |

#### Wyjściowe ustawienia i zmiany
| Nr                 | Imię i nazwisko     | 1      | 2      | 3      | 4     | 5     | 6      | 7     | 8     | 9     | 10    | 11    | 14    | 15    | 16    | 17    | 18    | 19    | 20    | 21     | 22     | 12     | 13    |
| ------------------ | ------------------- | ------ | ------ | ------ | ----- | ----- | ------ | ----- | ----- | ----- | ----- | ----- | ----- | ----- | ----- | ----- | ----- | ----- | ----- | ------ | ------ | ------ | ----- |
| 1                  | Maciej Dobrowolski  | 6 !    | 6 !    | 6 !    | 6 !   | 6 !   | 6 !    | 6 !   | 2 !   | 1 !   | 2 !   | 6 !   | Z !   | 6 !   | 6 !   | 6 !   | 1 !   | 6 !   | 6 !   | 6 !    | 2 !    | 6 !    | 6 !   |
| 2                  | Łukasz Olender      | ZZZ !  | ZZZ !  | ZZZ !  | ZZZ ! | ZZZ ! | ZZZ !  | ZZZ ! | ZZZ ! | ZZZ ! | ZZZ ! | ZZZ ! | ZZZ ! | ZZZ ! | ZZZ ! | ZZZ ! | ZZZ ! | ZZZ ! | ZZZ ! | ZZZ !  | ZZZ !  | ZZZ !  | ZZZ ! |
| 3                  | Michał Żurek        | L      | L      | L      | L     | L     | L      | L     | L     | L     | L     | L     | L     | L     | L     | L     | L     | L     | L     | L      | L      | L      | L     |
| 4                  | Bartosz Mariański   | ZZZ !  | ZZ !   | ZZZ !  | ZZZ ! | ZZZ ! | ZZZ !  | ZZZ ! | ZZZ ! | ZZZ ! | ZZZ ! | ZZZ ! | ZZZ ! | ZZZ ! | ZZZ ! | ZZZ ! | ZZZ ! | ZZZ ! | ZZZ ! | ZZZ !  | ZZZ !  | ZZZ !  | ZZZ ! |
| 5                  | Patryk Napiórkowski | ZZ !   | ZZZ !  | ZZ !   | ZZZ ! | ZZZ ! | ZZZ !  | ZZZ ! | ZZZ ! | ZZZ ! | ZZZ ! | ZZZ ! | ZZZ ! | ZZZ ! | ZZZ ! | ZZZ ! | ZZZ ! | ZZZ ! | ZZZ ! | ZZ !   | ZZ !   | ZZZ !  | ZZZ ! |
| 6                  | Pablo Bengolea      | ZZZZ ! | ZZZZ ! | ZZZZ ! | ZZ !  | Z !   | Z !    | 4 !   | 6 !   | 5 !   | 6 !   | 4 !   | 4 !   | 4 !   | 4 !   | 4 !   | 5 !   | 4 !   | 4 !   | 4 !    | 6 !    | 4 !    | 4 !   |
| 7                  | Dariusz Kurmin      | ZZ !   | ZZZ !  | ZZZ !  | ZZZ ! | ZZZ ! | ZZ !   | ZZZ ! | ZZZ ! | ZZZ ! | ZZZ ! | ZZZ ! | ZZZ ! | ZZZ ! | ZZZ ! | ZZZ ! | ZZZ ! | ZZZ ! | ZZZ ! | ZZZ !  | ZZZ !  | ZZZ !  | ZZZ ! |
| 8                  | Rafał Buszek        | 4 !    | 4 !    | 4 !    | 4 !   | 4 !   | 4 !    | 1 !   | 3 !   | 2 !   | ZZ !  | 1 !   | 1 !   | 1 !   | 1 !   | 1 !   | 2 !   | 1 !   | 1 !   | 1 !    | 3 !    | 1 !    | 1 !   |
| 10                 | Grzegorz Szymański  | 3 !    | 3 !    | 3 !    | 3 !   | 3 !   | 3 !    | 3 !   | 5 !   | 4 !   | ZZ !  | ZZ !  | Z !   | Z !   | 3 !   | 3 !   | 4 !   | Z !   | 3 !   | ZZZZ ! | ZZZZ ! | ZZZZ ! | 3 !   |
| 11                 | Wojciech Sobala     | ZZ !   | ZZ !   | Z !    | ZZ !  | ZZ !  | 2 !    | ZZ !  | Z !   | ZZ !  | Z !   | Z !   | 2 !   | Z !   | ZZ !  | ZZ !  | ZZ !  | ZZ !  | ZZ !  | Z !    | Z !    | 2 !    | Z !   |
| 13                 | Piotr Łukasik       | Z !    | Z !    | Z !    | Z !   | Z !   | Z !    | Z !   | Z !   | Z !   | ZZZ ! | Z !   | Z !   | ZZ !  | Z !   | Z !   | ZZ !  | ZZ !  | ZZZ ! | Z !    | Z !    | Z !    | Z !   |
| 14                 | Grzegorz Pająk      | ZZ !   | Z !    | ZZ !   | Z !   | Z !   | ZZ !   | ZZ !  | ZZ !  | Z !   | Z !   | ZZ !  | 6 !   | Z !   | ZZ !  | ZZ !  | ZZ !  | ZZ !  | ZZ !  | Z !    | Z !    | Z !    | Z !   |
| 15                 | Matti Oivanen       | 2 !    | 2 !    | 2 !    | 2 !   | 2 !   | ZZZZ ! | 2 !   | 1 !   | 3 !   | 4 !   | 5 !   | ZZ !  | 2 !   | 2 !   | 5 !   | 6 !   | 2 !   | 2 !   | 2 !    | 1 !    | 5 !    | 5 !   |
| 16                 | Piotr Hain          | 5 !    | 5 !    | 5 !    | 5 !   | 5 !   | 5 !    | 5 !   | 4 !   | 6 !   | 1 !   | 2 !   | 5 !   | 5 !   | 5 !   | 2 !   | 3 !   | 5 !   | 5 !   | 5 !    | 4 !    | ZZ !   | 2 !   |
| 17                 | Bartosz Krzysiek    | ZZ !   | Z !    | Z !    | Z !   | Z !   | Z !    | Z !   | Z !   | Z !   | 5 !   | 3 !   | 3 !   | 3 !   | ZZ !  | ZZ !  | Z !   | 3 !   | Z !   | 3 !    | 5 !    | 3 !    | Z !   |
| 18                 | Piotr Łuka          | 1 !    | 1 !    | 1 !    | 1 !   | 1 !   | 1 !    | Z !   | Z !   | Z !   | 3 !   | ZZ !  | Z !   | Z !   | ZZ !  | Z !   | ZZ !  | ZZ !  | Z !   | Z !    | Z !    | Z !    | Z !   |
|                    |                     |        |        |        |       |       |        |       |       |       |       |       |       |       |       |       |       |       |       |        |        |        |       |
| Miejsce meczu      | Miejsce meczu       | W      | D      | W      | D     | W     | D      | W     | W     | D     | W     | D     | D     | W     | D     | W     | D     | D     | W     | D      | W      | D      | W     |
| Wynik meczu        | Wynik meczu         | Z      | Z      | P      | Z     | Z     | P      | P     | Z     | P     | P     | Z     | P     | P     | Z     | Z     | Z     | Z     | Z     | P      | P      | P      | P     |
| Pozycja po kolejce | Pozycja po kolejce  | 6      | 3      | 6      | 2     | 1     | 4      | 5     | 5     | 6     | 6     | 6     | 6     | 6     | 6     | 5     | 5     | 5     | 5     | 5      | 5      | 5      | 5     |

Legenda:
| – | zawodnicy w wyjściowym ustawieniu (cyfra oznacza strefę, w której rozpoczynali mecz) |
|   | zawodnicy wchodzący na zmiany                                                        |
| L | libero                                                                               |

|  | zawodnicy, którzy znaleźli się w meczowym składzie, ale nie weszli na boisko w trakcie meczu |
|  | zawodnicy, którzy nie znaleźli się w meczowym składzie                                       |
|  | niedyspozycja z powodu kontuzji lub innych problemów zdrowotnych                             |

### Faza playoff

#### Wyniki spotkań

##### Ćwierćfinał (do 3 zwycięstw)
| 07.03.2014 | ZAKSA Kędzierzyn-Koźle | 3:0 (25:19, 25:23, 25:19)                                                   | Indykpol AZS Olsztyn | Hala Azoty, Kędzierzyn-Koźle                                                           |  |
| 18:00      | Wyjściowe ustawienie: Dick Kooy 10 pkt Michał Ruciak 9 pkt Dominik Witczak 9 pkt Łukasz Wiśniewski 7 pkt Marcin Możdżonek 6 pkt Paweł Zagumny 4 pkt Piotr Gacek (L) Zmiany: Grzegorz Bociek 5 pkt Wojciech Ferens 1 pkt Dan Lewis 0 pkt Maciej Polański 0 pkt | statystyki raport. siatka.org. [zarchiwizowane z tego adresu (2021-01-26)]. | Wyjściowe ustawienie: 13 pkt Pablo Bengolea 10 pkt Grzegorz Szymański 8 pkt Rafał Buszek 5 pkt Matti Oivanen 2 pkt Piotr Hain 1 pkt Maciej Dobrowolski (L) Michał Żurek Zmiany: 2 pkt Bartosz Krzysiek 1 pkt Piotr Łuka 1 pkt Wojciech Sobala 0 pkt Grzegorz Pająk | Sędzia I: Wojciech Maroszek Sędzia II: Marek Lagierski Widzów: 1400 MVP: Paweł Zagumny |  |

| 08.03.2014 | ZAKSA Kędzierzyn-Koźle | 3:0 (25:20, 25:21, 25:19)                                                   | Indykpol AZS Olsztyn | Hala Azoty, Kędzierzyn-Koźle                                                |  |
| 18:00      | Wyjściowe ustawienie: Dick Kooy 14 pkt Michał Ruciak 9 pkt Dominik Witczak 9 pkt Łukasz Wiśniewski 7 pkt Marcin Możdżonek 5 pkt Paweł Zagumny 4 pkt Piotr Gacek (L) Zmiany: Grzegorz Bociek 2 pkt Wojciech Ferens 0 pkt | statystyki raport. siatka.org. [zarchiwizowane z tego adresu (2021-01-26)]. | Wyjściowe ustawienie: 7 pkt Matti Oivanen 7 pkt Grzegorz Szymański 6 pkt Rafał Buszek 4 pkt Pablo Bengolea 4 pkt Piotr Hain 1 pkt Maciej Dobrowolski (L) Michał Żurek Zmiany: 6 pkt Bartosz Krzysiek 2 pkt Piotr Łuka 0 pkt Grzegorz Pająk | Sędzia I: Tomasz Janik Sędzia II: Marcin Herbik Widzów: 1650 MVP: Dick Kooy |  |

| 23.03.2014 | Indykpol AZS Olsztyn | 2:3 (15:25, 25:20, 25:23, 19:25, 7:15)                                      | ZAKSA Kędzierzyn-Koźle | Hala Urania, Olsztyn                                                              |  |
| 17:00      | Wyjściowe ustawienie: Pablo Bengolea 23 pkt Grzegorz Szymański 15 pkt Rafał Buszek 13 pkt Matti Oivanen 7 pkt Piotr Hain 4 pkt Maciej Dobrowolski 2 pkt Michał Żurek (L) Zmiany: Piotr Łuka 0 pkt Patryk Napiórkowski 0 pkt Grzegorz Pająk 0 pkt Wojciech Sobala 0 pkt | statystyki raport. siatka.org. [zarchiwizowane z tego adresu (2021-01-26)]. | Wyjściowe ustawienie: 25 pkt Dick Kooy 12 pkt Dominik Witczak 11 pkt Wojciech Ferens 10 pkt Łukasz Wiśniewski 8 pkt Marcin Możdżonek 2 pkt Paweł Zagumny (L) Piotr Gacek Zmiany: 4 pkt Grzegorz Bociek 0 pkt Michał Ruciak | Sędzia I: Grzegorz Skowroński Sędzia II: Tomasz Janik Widzów: 2000 MVP: Dick Kooy |  |

##### Mecze o miejsca 5-8 (do 2 zwycięstw)
| 05.04.2014 | Effector Kielce | 0:3 (23:25, 22:25, 26:28)                                                   | Indykpol AZS Olsztyn | Hala Legionów, Kielce                                                     |  |
| 17:00      | Wyjściowe ustawienie: Sławomir Jungiewicz 18 pkt Adrian Buchowski 11 pkt Cristian Poglajen 10 pkt Mateusz Bieniek 6 pkt Łukasz Polański 1 pkt Piotr Lipiński 0 pkt Bartosz Kaczmarek (L) Zmiany: Dawid Dryja 2 pkt Adrian Staszewski 1 pkt Nikodem Wolański 0 pkt | statystyki raport. siatka.org. [zarchiwizowane z tego adresu (2016-05-27)]. | Wyjściowe ustawienie: 15 pkt Pablo Bengolea 13 pkt Grzegorz Szymański 12 pkt Rafał Buszek 11 pkt Piotr Hain 2 pkt Maciej Dobrowolski 2 pkt Matti Oivanen (L) Michał Żurek Zmiany: 3 pkt Wojciech Sobala 0 pkt Piotr Łuka 0 pkt Piotr Łukasik | Sędzia I: Tomasz Flis Sędzia II: Piotr Dudek Widzów: 1200 MVP: Piotr Hain |  |

| 12.04.2014 | Indykpol AZS Olsztyn | 3:2 (25:20, 25:21, 20:25, 21:25, 15:11)                                     | Effector Kielce | Hala Urania, Olsztyn                                                                   |  |
| 17:00      | Wyjściowe ustawienie: Grzegorz Szymański 23 pkt Pablo Bengolea 15 pkt Piotr Hain 10 pkt Rafał Buszek 9 pkt Wojciech Sobala 8 pkt Maciej Dobrowolski 2 pkt Michał Żurek (L) Zmiany: Grzegorz Pająk 1 pkt Piotr Łuka 0 pkt Piotr Łukasik 0 pkt | statystyki raport. siatka.org. [zarchiwizowane z tego adresu (2021-01-25)]. | Wyjściowe ustawienie: 16 pkt Mateusz Bieniek 15 pkt Cristian Poglajen 14 pkt Adrian Buchowski 13 pkt Sławomir Jungiewicz 2 pkt Dawid Dryja 1 pkt Piotr Lipiński (L) Bartosz Kaczmarek Zmiany: 5 pkt Bruno Romanutti 4 pkt Łukasz Polański 2 pkt Nikodem Wolański 1 pkt Adrian Staszewski 0 pkt Bartosz Sufa | Sędzia I: Anna Niedbał Sędzia II: Mariusz Gadzina Widzów: 1700 MVP: Grzegorz Szymański |  |

##### Mecze o miejsce 5 (do 3 zwycięstw)
| 18.04.2014 | Indykpol AZS Olsztyn | 3:2 (25:21, 25:19, 21:25, 24:26, 15:9)                                      | AZS Politechnika Warszawska | Hala Urania, Olsztyn                                                                  |  |
| 18:00      | Wyjściowe ustawienie: Grzegorz Szymański 24 pkt Rafał Buszek 21 pkt Matti Oivanen 13 pkt Pablo Bengolea 11 pkt Piotr Hain 8 pkt Maciej Dobrowolski 2 pkt Michał Żurek (L) Zmiany: Piotr Łuka 3 pkt Piotr Łukasik 0 pkt | statystyki raport. siatka.org. [zarchiwizowane z tego adresu (2016-05-27)]. | Wyjściowe ustawienie: 17 pkt Artur Szalpuk 11 pkt Maciej Pawliński 10 pkt Dawid Gunia 8 pkt Marcin Nowak 2 pkt Adrian Radu Gontariu 2 pkt Juraj Zaťko (L) Michał Potera Zmiany: 17 pkt Paweł Adamajtis 1 pkt Maciej Stępień 0 pkt Maciej Olenderek 0 pkt Iwan Kolew 0 pkt Mateusz Sacharewicz | Sędzia I: Dariusz Jasiński Sędzia II: Piotr Skowroński Widzów: 1000 MVP: Rafał Buszek |  |

| 19.04.2014 | Indykpol AZS Olsztyn | 2:3 (25:18, 19:25, 25:20, 17:25, 5:15)                                      | AZS Politechnika Warszawska | Hala Urania, Olsztyn                                                            |  |
| 16:00      | Wyjściowe ustawienie: Rafał Buszek 21 pkt Grzegorz Szymański 16 pkt Piotr Łuka 11 pkt Matti Oivanen 8 pkt Piotr Hain 7 pkt Maciej Dobrowolski 0 pkt Michał Żurek (L) Zmiany: Patryk Napiórkowski 2 pkt Wojciech Sobala 1 pkt Piotr Łukasik 0 pkt Grzegorz Pająk 0 pkt | statystyki raport. siatka.org. [zarchiwizowane z tego adresu (2021-01-25)]. | Wyjściowe ustawienie: 18 pkt Artur Szalpuk 17 pkt Paweł Adamajtis 14 pkt Marcin Nowak 10 pkt Dawid Gunia 10 pkt Maciej Pawliński 4 pkt Juraj Zaťko (L) Michał Potera Zmiany: 0 pkt Maciej Olenderek | Sędzia I: Waldemar Niemczura Sędzia II: Piotr Król Widzów: 900 MVP: Dawid Gunia |  |

| 26.04.2014 | AZS Politechnika Warszawska | 3:2 (23:25, 22:25, 25:22, 25:19, 15:11) | Indykpol AZS Olsztyn | Arena Ursynów, Warszawa                                                          |  |
| 18:00      | Wyjściowe ustawienie: Marcin Nowak 21 pkt Paweł Adamajtis 13 pkt Maciej Pawliński 11 pkt Dawid Gunia 7 pkt Iwan Kolew 6 pkt Juraj Zaťko 1 pkt Michał Potera (L) Zmiany: Adrian Radu Gontariu 13 pkt Paweł Kaczorowski 8 pkt Maciej Olenderek 0 pkt Mateusz Sacharewicz 0 pkt Maciej Stępień 0 pkt | statystyki raport                       | Wyjściowe ustawienie: 27 pkt Grzegorz Szymański 13 pkt Pablo Bengolea 12 pkt Rafał Buszek 4 pkt Piotr Hain 4 pkt Matti Oivanen 0 pkt Maciej Dobrowolski (L) Michał Żurek Zmiany: 2 pkt Piotr Łukasik 1 pkt Piotr Łuka 1 pkt Patryk Napiórkowski 1 pkt Wojciech Sobala 0 pkt Grzegorz Pająk | Sędzia I: Maciej Kolendowski Sędzia II: Tomasz Flis Widzów: 750 MVP: Juraj Zaťko |  |

| 27.04.2014 | AZS Politechnika Warszawska | 1:3 (21:25, 25:20, 23:25, 18:25) | Indykpol AZS Olsztyn | Arena Ursynów, Warszawa                                                               |  |
| 18:00      | Wyjściowe ustawienie: Marcin Nowak 12 pkt Adrian Radu Gontariu 11 pkt Maciej Pawliński 10 pkt Paweł Kaczorowski 5 pkt Juraj Zaťko 3 pkt Dawid Gunia 2 pkt Michał Potera (L) Zmiany: Iwan Kolew 7 pkt Mateusz Sacharewicz 7 pkt Paweł Adamajtis 5 pkt Maciej Olenderek 0 pkt | statystyki raport                | Wyjściowe ustawienie: 18 pkt Grzegorz Szymański 13 pkt Wojciech Sobala 9 pkt Piotr Hain 8 pkt Rafał Buszek 5 pkt Pablo Bengolea 1 pkt Maciej Dobrowolski (L) Michał Żurek Zmiany: 8 pkt Piotr Łukasik 0 pkt Piotr Łuka | Sędzia I: Anna Niedbał Sędzia II: Mariusz Gadzina Widzów: 550 MVP: Grzegorz Szymański |  |

| 30.04.2014 | Indykpol AZS Olsztyn | 3:2 (18:25, 25:19, 25:18, 20:25, 18:16)                                     | AZS Politechnika Warszawska | Hala Urania, Olsztyn                                                                   |  |
| 18:00      | Wyjściowe ustawienie: Rafał Buszek 17 pkt Pablo Bengolea 16 pkt Grzegorz Szymański 15 pkt Piotr Hain 9 pkt Wojciech Sobala 5 pkt Maciej Dobrowolski 2 pkt Michał Żurek (L) Zmiany: Matti Oivanen 8 pkt Patryk Napiórkowski 3 pkt Piotr Łukasik 2 pkt Piotr Łuka 0 pkt Grzegorz Pająk 0 pkt | statystyki raport. siatka.org. [zarchiwizowane z tego adresu (2016-06-12)]. | Wyjściowe ustawienie: 23 pkt Adrian Radu Gontariu 14 pkt Marcin Nowak 11 pkt Maciej Pawliński 9 pkt Artur Szalpuk 4 pkt Mateusz Sacharewicz 3 pkt Juraj Zaťko (L) Michał Potera Zmiany: 7 pkt Dawid Gunia 1 pkt Paweł Adamajtis 0 pkt Iwan Kolew 0 pkt Maciej Olenderek 0 pkt Maciej Stępień | Sędzia I: Piotr Dudek Sędzia II: Paweł Burkiewicz Widzów: 2000 MVP: Maciej Dobrowolski |  |

#### Wyjściowe ustawienia i zmiany
| 1             | Maciej Dobrowolski  | 1 !   | 6 !   | 6 !    | 2 !    | 2 !    | 4 !    | 4 !    | 2 !    | 6 !    | 3 !    |  |  |  |  |  |  |  |  |  |  |  |  |
| 2             | Łukasz Olender      | ZZZ ! | ZZZ ! | ZZZ !  | ZZZ !  | ZZZ !  | ZZZ !  | ZZZ !  | ZZZ !  | ZZZ !  | ZZZ !  |  |  |  |  |  |  |  |  |  |  |  |  |
| 3             | Michał Żurek        | L     | L     | L      | L      | L      | L      | L      | L      | L      | L      |  |  |  |  |  |  |  |  |  |  |  |  |
| 4             | Bartosz Mariański   | ZZZ ! | ZZZ ! | ZZ !   | ZZZ !  | ZZZ !  | ZZZ !  | ZZ !   | ZZZ !  | ZZZ !  | ZZZ !  |  |  |  |  |  |  |  |  |  |  |  |  |
| 5             | Patryk Napiórkowski | ZZZ ! | ZZZ ! | Z !    | ZZ !   | ZZ !   | ZZ !   | Z !    | Z !    | ZZ !   | Z !    |  |  |  |  |  |  |  |  |  |  |  |  |
| 6             | Pablo Bengolea      | 5 !   | 1 !   | 1 !    | 6 !    | 6 !    | 2 !    | ZZZZ ! | 6 !    | 4 !    | 1 !    |  |  |  |  |  |  |  |  |  |  |  |  |
| 7             | Dariusz Kurmin      | ZZZ ! | ZZZ ! | ZZZ !  | ZZZ !  | ZZZ !  | ZZZ !  | ZZZ !  | ZZZ !  | ZZZ !  | ZZZ !  |  |  |  |  |  |  |  |  |  |  |  |  |
| 8             | Rafał Buszek        | 2 !   | 4 !   | 4 !    | 3 !    | 3 !    | 5 !    | 2 !    | 3 !    | 1 !    | 4 !    |  |  |  |  |  |  |  |  |  |  |  |  |
| 10            | Grzegorz Szymański  | 4 !   | 3 !   | 6 !    | 5 !    | 5 !    | 1 !    | 1 !    | 5 !    | 3 !    | 6 !    |  |  |  |  |  |  |  |  |  |  |  |  |
| 11            | Wojciech Sobala     | Z !   | ZZ !  | Z !    | Z !    | Z !    | ZZ !   | Z !    | Z !    | 2 !    | 5 !    |  |  |  |  |  |  |  |  |  |  |  |  |
| 13            | Piotr Łukasik       | ZZ !  | ZZ !  | ZZZZ ! | Z !    | Z !    | Z !    | Z !    | Z !    | Z !    | Z !    |  |  |  |  |  |  |  |  |  |  |  |  |
| 14            | Grzegorz Pająk      | Z !   | Z !   | Z !    | ZZ !   | ZZ !   | ZZ !   | Z !    | Z !    | ZZ !   | Z !    |  |  |  |  |  |  |  |  |  |  |  |  |
| 15            | Matti Oivanen       | 6 !   | 2 !   | 2 !    | 1 !    | 1 !    | 3 !    | 3 !    | 1 !    | ZZ !   | Z !    |  |  |  |  |  |  |  |  |  |  |  |  |
| 16            | Piotr Hain          | 3 !   | 5 !   | 5 !    | 4 !    | 4 !    | 6 !    | 6 !    | 4 !    | 5 !    | 2 !    |  |  |  |  |  |  |  |  |  |  |  |  |
| 17            | Bartosz Krzysiek    | Z !   | Z !   | ZZZZ ! | ZZZZ ! | ZZZZ ! | ZZZZ ! | ZZZZ ! | ZZZZ ! | ZZZZ ! | ZZZZ ! |  |  |  |  |  |  |  |  |  |  |  |  |
| 18            | Piotr Łuka          | Z !   | Z !   | Z !    | Z !    | Z !    | Z !    | 5 !    | Z !    | Z !    | Z !    |  |  |  |  |  |  |  |  |  |  |  |  |
|               |                     |       |       |        |        |        |        |        |        |        |        |  |  |  |  |  |  |  |  |  |  |  |  |
| Miejsce meczu | Miejsce meczu       | W     | W     | D      | W      | D      | D      | D      | W      | W      | D      |  |  |  |  |  |  |  |  |  |  |  |  |
| Wynik meczu   | Wynik meczu         | P     | P     | P      | Z      | Z      | Z      | P      | P      | Z      | Z      |  |  |  |  |  |  |  |  |  |  |  |  |

Legenda:
| – | zawodnicy w wyjściowym ustawieniu (cyfra oznacza strefę, w której rozpoczynali mecz) |
|   | zawodnicy wchodzący na zmiany                                                        |
| L | libero                                                                               |

|  | zawodnicy, którzy znaleźli się w meczowym składzie, ale nie weszli na boisko w trakcie meczu |
|  | zawodnicy, którzy nie znaleźli się w meczowym składzie                                       |
|  | niedyspozycja z powodu kontuzji lub innych problemów zdrowotnych                             |

## Mecze w Pucharze Polski

### Ćwierćfinał
| 13.03.2014 | Indykpol AZS Olsztyn | 0:3 (12:25, 20:25, 22:25) | ZAKSA Kędzierzyn-Koźle | Centrum R-S, Zielona Góra                                                   |  |
| 17:00      | Wyjściowe ustawienie: Pablo Bengolea 23 pkt Grzegorz Szymański 15 pkt Rafał Buszek 13 pkt Matti Oivanen 7 pkt Piotr Hain 4 pkt Maciej Dobrowolski 2 pkt Michał Żurek (L) Zmiany: Piotr Łuka 0 pkt Patryk Napiórkowski 0 pkt Grzegorz Pająk 0 pkt Wojciech Sobala 0 pkt | statystyki raport         | Wyjściowe ustawienie: 25 pkt Dick Kooy 12 pkt Dominik Witczak 11 pkt Wojciech Ferens 10 pkt Łukasz Wiśniewski 8 pkt Marcin Możdżonek 2 pkt Paweł Zagumny (L) Piotr Gacek Zmiany: 4 pkt Grzegorz Bociek 0 pkt Michał Ruciak | Sędzia I: Marcin Herbik Sędzia II: Tomasz Janik Widzów: 1700 MVP: Dick Kooy |  |

## Statystyki
Statystyki obejmują wszystkie mecze rozegrane w ramach PlusLigi w sezonie 2013/2014. Pierwsza tabela przedstawia osiągnięcia zawodników w poszczególnych elementach na tle całej drużyny. Pozostałe tabele przedstawiają indywidualne osiągnięcia zawodników w wybranych rankingach na tle wszystkich zawodników z pozostałych drużyn.

### Cała drużyna
| Nr           | Zawodnik            | Roz. sety | PUNKTY | PUNKTY | PUNKTY | ZAGRYWKA | ZAGRYWKA | ZAGRYWKA | ZAGRYWKA | ZAGRYWKA | PRZYJĘCIE | PRZYJĘCIE | PRZYJĘCIE | PRZYJĘCIE | PRZYJĘCIE | PRZYJĘCIE | ATAK | ATAK | ATAK | ATAK | ATAK | ATAK | BLOK | BLOK | BLOK |
| Nr           | Zawodnik            | Roz. sety | Suma   | ZP1    | ZPK    | Suma     | ZP       | SP       | ANS      | EZ       | Suma      | SP        | NEG       | BDB       | %BDB      | EP        | Suma | SP   | AZ   | ZPA  | %A   | EA   | SP   | ZP   | BNS  |
| ------------ | ------------------- | --------- | ------ | ------ | ------ | -------- | -------- | -------- | -------- | -------- | --------- | --------- | --------- | --------- | --------- | --------- | ---- | ---- | ---- | ---- | ---- | ---- | ---- | ---- | ---- |
| 1            | Maciej Dobrowolski  | 117       | 61     | 35     | 26     | 365      | 3        | 23       | 0,0      | -5%      | 9         | 1         | 7         | 0         | 0%        | -11%      | 82   | 4    | 1    | 42   | 51%  | 46%  | 3    | 16   | 0,1  |
| 3            | Michał Żurek        | 124       | 0      | 0      | 0      | 0        | 0        | 0        | 0,0      | -        | 667       | 33        | 110       | 197       | 30%       | 25%       | 0    | 0    | 0    | 0    | -    | -    | 0    | 0    | 0,0  |
| 4            | Bartosz Mariański   | 0         | 0      | 0      | 0      | 0        | 0        | 0        | -        | -        | 0         | 0         | 0         | 0         | -         | -         | 0    | 0    | 0    | 0    | -    | -    | 0    | 0    | -    |
| 5            | Patryk Napiórkowski | 6         | 6      | 6      | 0      | 3        | 0        | 2        | 0,0      | -67%     | 0         | 0         | 0         | 0         | -         | -         | 19   | 2    | 6    | 5    | 26%  | 16%  | 0    | 1    | 0,2  |
| 6            | Pablo Bengolea      | 85        | 284    | 195    | 89     | 259      | 14       | 49       | 0,2      | -14%     | 301       | 18        | 89        | 76        | 25%       | 19%       | 529  | 38   | 47   | 244  | 46%  | 39%  | 3    | 26   | 0,3  |
| 7            | Dariusz Kurmin      | 0         | 0      | 0      | 0      | 0        | 0        | 0        | -        | -        | 0         | 0         | 0         | 0         | -         | -         | 0    | 0    | 0    | 0    | -    | -    | 0    | 0    | -    |
| 8            | Rafał Buszek        | 118       | 405    | 264    | 141    | 443      | 41       | 109      | 0,3      | -15%     | 847       | 51        | 178       | 240       | 28%       | 22%       | 758  | 74   | 84   | 326  | 43%  | 33%  | 2    | 38   | 0,3  |
| 10           | Grzegorz Szymański  | 97        | 378    | 255    | 123    | 342      | 26       | 46       | 0,3      | -6%      | 2         | 1         | 0         | 0         | 0%        | -50%      | 800  | 67   | 93   | 335  | 42%  | 34%  | 3    | 17   | 0,2  |
| 11           | Wojciech Sobala     | 42        | 66     | 42     | 24     | 127      | 7        | 10       | 0,2      | -2%      | 2         | 0         | 0         | 1         | 50%       | 50%       | 85   | 4    | 6    | 47   | 55%  | 51%  | 4    | 12   | 0,3  |
| 13           | Piotr Łukasik       | 52        | 16     | 14     | 2      | 19       | 0        | 6        | 0,0      | -32%     | 49        | 4         | 17        | 7         | 14%       | 6%        | 29   | 2    | 3    | 13   | 45%  | 38%  | 1    | 3    | 0,1  |
| 14           | Grzegorz Pająk      | 39        | 8      | 1      | 7      | 59       | 4        | 20       | 0,1      | -27%     | 2         | 1         | 1         | 0         | 0%        | -50%      | 3    | 1    | 0    | 1    | 33%  | 0%   | 1    | 3    | 0,1  |
| 15           | Matti Oivanen       | 102       | 211    | 105    | 106    | 401      | 47       | 87       | 0,5      | -10%     | 28        | 2         | 0         | 11        | 39%       | 32%       | 214  | 11   | 13   | 108  | 50%  | 45%  | 2    | 56   | 0,5  |
| 16           | Piotr Hain          | 120       | 241    | 135    | 106    | 412      | 22       | 36       | 0,2      | -3%      | 33        | 2         | 5         | 14        | 42%       | 36%       | 231  | 11   | 9    | 128  | 55%  | 51%  | 10   | 91   | 0,8  |
| 17           | Bartosz Krzysiek    | 54        | 140    | 104    | 36     | 103      | 4        | 37       | 0,1      | -32%     | 0         | 0         | 0         | 0         | -         | -         | 325  | 37   | 35   | 126  | 39%  | 27%  | 4    | 10   | 0,2  |
| 18           | Piotr Łuka          | 72        | 99     | 65     | 34     | 184      | 6        | 24       | 0,1      | -10%     | 332       | 22        | 79        | 94        | 28%       | 22%       | 219  | 17   | 22   | 83   | 38%  | 30%  | 2    | 10   | 0,1  |
| Cała drużyna | Cała drużyna        | 124       | 1915   | 1221   | 694    | 2717     | 174      | 449      | 1,4      | -10%     | 2272      | 135       | 486       | 640       | 28%       | 22%       | 3294 | 268  | 319  | 1458 | 44%  | 36%  | 35   | 283  | 2,3  |

### Ranking najlepiej atakujących
| Poz. | Zawodnik            | Specjalność  | Drużyna                | Roz. mecze (sety) | Ataków punktowych | Średnia na set |
| ---- | ------------------- | ------------ | ---------------------- | ----------------- | ----------------- | -------------- |
| 1    | Dick Kooy           | przyjmujący  | ZAKSA Kędzierzyn-Koźle | 33 (122)          | 402               | 3,3            |
| 2    | Mariusz Wlazły      | atakujący    | PGE Skra Bełchatów     | 30 (106)          | 401               | 3,78           |
| 3    | Michał Łasko        | atakujący    | Jastrzębski Węgiel     | 28 (104)          | 380               | 3,65           |
| 5    | Grzegorz Szymański  | atakujący    | Indykpol AZS Olsztyn   | 27 (97)           | 335               | 3,45           |
| 6    | Rafał Buszek        | przyjmujący  | Indykpol AZS Olsztyn   | 31 (118)          | 326               | 2,76           |
| 18   | Pablo Bengolea      | przyjmujący  | Indykpol AZS Olsztyn   | 27 (85)           | 244               | 2,87           |
| 52   | Piotr Hain          | środkowy     | Indykpol AZS Olsztyn   | 31 (120)          | 128               | 1,07           |
| 53   | Bartosz Krzysiek    | atakujący    | Indykpol AZS Olsztyn   | 21 (54)           | 126               | 2,33           |
| 62   | Matti Oivanen       | środkowy     | Indykpol AZS Olsztyn   | 28 (102)          | 108               | 1,06           |
| 76   | Piotr Łuka          | przyjmujący  | Indykpol AZS Olsztyn   | 28 (72)           | 83                | 1,15           |
| 90   | Wojciech Sobala     | środkowy     | Indykpol AZS Olsztyn   | 19 (42)           | 47                | 1,12           |
| 96   | Maciej Dobrowolski  | rozgrywający | Indykpol AZS Olsztyn   | 32 (117)          | 42                | 0,36           |
| 120  | Piotr Łukasik       | przyjmujący  | Indykpol AZS Olsztyn   | 24 (52)           | 13                | 0,25           |
| 129  | Patryk Napiórkowski | atakujący    | Indykpol AZS Olsztyn   | 4 (6)             | 5                 | 0,83           |
| 142  | Grzegorz Pająk      | rozgrywający | Indykpol AZS Olsztyn   | 18 (39)           | 1                 | 0,03           |

### Ranking najlepiej blokujących
| Poz. | Zawodnik            | Specjalność  | Drużyna                | Roz. mecze (sety) | Bloków punktowych | Średnia na set |
| ---- | ------------------- | ------------ | ---------------------- | ----------------- | ----------------- | -------------- |
| 1    | Piotr Hain          | środkowy     | Indykpol AZS Olsztyn   | 31 (120)          | 91                | 0,76           |
| 2    | Marcin Możdżonek    | środkowy     | ZAKSA Kędzierzyn Koźle | 32 (117)          | 85                | 0,73           |
| 3    | Karol Kłos          | środkowy     | PGE Skra Bełchatów     | 30 (103)          | 84                | 0,82           |
| 9    | Matti Oivanen       | środkowy     | Indykpol AZS Olsztyn   | 28 (102)          | 56                | 0,55           |
| 27   | Rafał Buszek        | przyjmujący  | Indykpol AZS Olsztyn   | 31 (118)          | 38                | 0,32           |
| 49   | Pablo Bengolea      | przyjmujący  | Indykpol AZS Olsztyn   | 27 (85)           | 26                | 0,31           |
| 75   | Grzegorz Szymański  | atakujący    | Indykpol AZS Olsztyn   | 27 (97)           | 17                | 0,18           |
| 79   | Maciej Dobrowolski  | rozgrywający | Indykpol AZS Olsztyn   | 32 (117)          | 16                | 0,14           |
| 91   | Wojciech Sobala     | środkowy     | Indykpol AZS Olsztyn   | 19 (42)           | 12                | 0,29           |
| 98   | Bartosz Krzysiek    | atakujący    | Indykpol AZS Olsztyn   | 21 (54)           | 10                | 0,19           |
| 102  | Piotr Łuka          | przyjmujący  | Indykpol AZS Olsztyn   | 28 (72)           | 10                | 0,14           |
| 124  | Grzegorz Pająk      | rozgrywający | Indykpol AZS Olsztyn   | 18 (39)           | 3                 | 0,08           |
| 125  | Piotr Łukasik       | przyjmujący  | Indykpol AZS Olsztyn   | 24 (52)           | 3                 | 0,06           |
| 132  | Patryk Napiórkowski | atakujący    | Indykpol AZS Olsztyn   | 4 (6)             | 1                 | 0,17           |

### Ranking najlepiej przyjmujących
| Poz. | Zawodnik       | Specjalność | Drużyna              | Roz. mecze (sety) | Perfekcyjne przyjęcie | Liczba przyjęć zagrywki |
| ---- | -------------- | ----------- | -------------------- | ----------------- | --------------------- | ----------------------- |
| 1    | Dawid Murek    | przyjmujący | AZS Częstochowa      | 23 (81)           | 35,02%                | 434                     |
| 2    | Paweł Zatorski | libero      | PGE Skra Bełchatów   | 31 (114)          | 34,48%                | 554                     |
| 3    | Paweł Rusek    | libero      | Lotos Trefl Gdańsk   | 24 (86)           | 33,33%                | 426                     |
| 13   | Michał Żurek   | libero      | Indykpol AZS Olsztyn | 32 (124)          | 29,54%                | 667                     |
| 16   | Rafał Buszek   | przyjmujący | Indykpol AZS Olsztyn | 31 (118)          | 28,34%                | 847                     |
| 17   | Piotr Łuka     | przyjmujący | Indykpol AZS Olsztyn | 28 (72)           | 28,31%                | 332                     |

### Ranking najlepiej punktujących
| Poz. | Zawodnik            | Specjalność  | Drużyna                | Roz. mecze (sety) | Zdobytych punktów | Średnia na set |
| ---- | ------------------- | ------------ | ---------------------- | ----------------- | ----------------- | -------------- |
| 1    | Mariusz Wlazły      | atakujący    | PGE Skra Bełchatów     | 30 (106)          | 520               | 4,91           |
| 2    | Dick Kooy           | przyjmujący  | ZAKSA Kędzierzyn-Koźle | 33 (122)          | 479               | 3,93           |
| 3    | Michał Łasko        | atakujący    | Jastrzębski Węgiel     | 28 (104)          | 442               | 4,25           |
| 6    | Rafał Buszek        | przyjmujący  | Indykpol AZS Olsztyn   | 31 (118)          | 405               | 3,43           |
| 7    | Grzegorz Szymański  | atakujący    | Indykpol AZS Olsztyn   | 27 (97)           | 378               | 3,9            |
| 20   | Pablo Bengolea      | przyjmujący  | Indykpol AZS Olsztyn   | 27 (85)           | 284               | 3,34           |
| 32   | Piotr Hain          | środkowy     | Indykpol AZS Olsztyn   | 31 (120)          | 241               | 2,01           |
| 40   | Matti Oivanen       | środkowy     | Indykpol AZS Olsztyn   | 28 (102)          | 211               | 2,07           |
| 65   | Bartosz Krzysiek    | atakujący    | Indykpol AZS Olsztyn   | 21 (54)           | 140               | 2,59           |
| 81   | Piotr Łuka          | przyjmujący  | Indykpol AZS Olsztyn   | 28 (72)           | 99                | 1,37           |
| 91   | Wojciech Sobala     | środkowy     | Indykpol AZS Olsztyn   | 19 (42)           | 66                | 1,57           |
| 102  | Maciej Dobrowolski  | rozgrywający | Indykpol AZS Olsztyn   | 32 (117)          | 61                | 0,52           |
| 127  | Piotr Łukasik       | przyjmujący  | Indykpol AZS Olsztyn   | 24 (52)           | 16                | 0,31           |
| 133  | Grzegorz Pająk      | rozgrywający | Indykpol AZS Olsztyn   | 18 (39)           | 8                 | 0,21           |
| 136  | Patryk Napiórkowski | atakujący    | Indykpol AZS Olsztyn   | 4 (6)             | 6                 | 1              |

### Ranking najlepiej rozgrywających
| Poz. | Zawodnik           | Specjalność  | Drużyna              | Roz. mecze (sety) | Skuteczność rozegrania |
| ---- | ------------------ | ------------ | -------------------- | ----------------- | ---------------------- |
| 1    | Nicolas Uriarte    | rozgrywający | PGE Skra Bełchatów   | 27 (98)           | 50,99%                 |
| 2    | Michal Masný       | rozgrywający | Jastrzębski Węgiel   | 32 (120)          | 50,20%                 |
| 3    | Lukáš Ticháček     | rozgrywający | Asseco Resovia       | 28 (79)           | 49,35%                 |
| 12   | Maciej Dobrowolski | rozgrywający | Indykpol AZS Olsztyn | 32 (117)          | 40,22%                 |
| 24   | Grzegorz Pająk     | rozgrywający | Indykpol AZS Olsztyn | 18 (39)           | 26,39%                 |

### Ranking najlepiej serwujących
| Poz. | Zawodnik           | Specjalność  | Drużyna              | Roz. mecze (sety) | Zagrywek punktowych | Średnia na set |
| ---- | ------------------ | ------------ | -------------------- | ----------------- | ------------------- | -------------- |
| 1    | Mariusz Wlazły     | atakujący    | PGE Skra Bełchatów   | 30 (106)          | 66                  | 0,62           |
| 2    | Matti Oivanen      | środkowy     | Indykpol AZS Olsztyn | 28 (102)          | 47                  | 0,46           |
| 3    | Rafał Buszek       | przyjmujący  | Indykpol AZS Olsztyn | 31 (118)          | 41                  | 0,35           |
| 12   | Grzegorz Szymański | atakujący    | Indykpol AZS Olsztyn | 27 (97)           | 26                  | 0,27           |
| 20   | Piotr Hain         | środkowy     | Indykpol AZS Olsztyn | 31 (120)          | 22                  | 0,18           |
| 47   | Pablo Bengolea     | przyjmujący  | Indykpol AZS Olsztyn | 27 (85)           | 14                  | 0,16           |
| 76   | Wojciech Sobala    | środkowy     | Indykpol AZS Olsztyn | 19 (42)           | 7                   | 0,17           |
| 87   | Piotr Łuka         | przyjmujący  | Indykpol AZS Olsztyn | 28 (72)           | 6                   | 0,08           |
| 95   | Grzegorz Pająk     | rozgrywający | Indykpol AZS Olsztyn | 18 (39)           | 4                   | 0,1            |
| 98   | Bartosz Krzysiek   | atakujący    | Indykpol AZS Olsztyn | 21 (54)           | 4                   | 0,07           |
| 112  | Maciej Dobrowolski | rozgrywający | Indykpol AZS Olsztyn | 32 (117)          | 3                   | 0,03           |